# Night lies on the silent highways
Night lies on the silent highways is een compositie van Frank Bridge. Het is een toonzetting van het gedicht Nacht liegt auf den fremden Wegen van Heinrich Heine in een vertaling van Kate Freiligrath Kroeker (1845-1904). Heine was een lievelingsdichter van de componist, want Bridge gebruikte meerdere teksten van Heine. De eerste uitvoering vond plaats tijdens een Parent's Fundconcert op 6 december 1904 alwaar ook A dirge en A dead violet werden gezongen door F.Aubrey Millward (bariton) met pianobegeleiding.
Bridge trad met de toonzetting van dit gedicht in de voetsporen van Johannes Brahms die het origineel opnam in zijn Zes liederen opus 85 onder de titel Mondenschein (lied 2).

## Tekst

### Origineel
Nacht liegt auf den fremden Wegen, – 

Krankes Herz und müde Glieder; –

Ach, da fließt, wie stiller Segen, 

Süßer Mond, dein Licht hernieder. 

Süßer Mond, mit deinen Strahlen

Scheuchest du das nächt’ge Grauen; 

Es zerrinnen meine Qualen, 

Und die Augen überthauen. 

### Engelse vertaling
Night lies on the silent highways.

Sick my heart, my limbs how weary ; 

Then like gentle balm descendeth. 

Moon, thy soft light on me dreary. 

Gentle moon, all dread nocturnal 

With thy sweet light thou dost banish ; 

And mine eyes with tears well over, 

And my torments melt and vanish. 

## Discografie
- Uitgave Dutton Vocalion: Daniel Tong (piano) en Ivan Ludlow (bariton)
- Uitgave Hyperion: Roger Vignoles (piano) en Gerald Finley (bariton)